# Leioproctus penai
Leioproctus penai är en biart som beskrevs av Toro 1970. Leioproctus penai ingår i släktet Leioproctus och familjen korttungebin. Inga underarter finns listade i Catalogue of Life.